# الخيول تنام واقفة (مسلسل)
الخيول تنام واقفة مسلسل تلفزيوني مصري عرض عام 2009.

## الملخص
تدور أحداث المسلسل في إطار اجتماعي حول ظلم الآباء لأبنائهم، والتفرقة بينهم وتفضيل بعضهم على الأخر، مما يتسبب في ظهور الحقد ويسود الكره فيما بينهم وتظهر العديد من المشاكل وتتافقهم لتصل إلى حد الانتقام.

## طاقم التمثيل
- نرمين الفقي
- رياض الخولي
- أحمد راتب
- كريم الحسيني
- فتوح أحمد
- علي عبد الرحيم

## وصلات خارجية
- الخيول تنام واقفه علي موقع قاعدة بيانات الأفلام العربية